# Prokopy Timofeevich Zubarev
Prokopy Timofeevich Zubarev (tiếng Nga: Проко́пий Тимофе́евич Зу́барев; tháng 2 năm 1886 – 15 tháng 3 năm 1938) là một chính khách Liên Xô. Ông đã bị thanh trừng và hành quyết trong cuộc đàn áp "chống người theo chủ nghĩa Trotsky" của Stalin.

## Tiểu sử
Zubarev sinh ra trong một gia đình nông dân người Nga và là một người Bolshevik từ năm 1904. Từ năm 1915 đến năm 1917, ông phục vụ trong Quân đội Đế quốc Nga trong Thế chiến thứ nhất. Ông giữ chức vụ trong chính quyền Xô viết ở tỉnh Ufa vào năm 1922. Năm 1929, ông phục vụ trong chính quyền Xô viết ở vùng Bắc.